# Philomacroploea basimacula
Philomacroploea basimacula är en stekelart som beskrevs av Cameron 1905. Philomacroploea basimacula ingår i släktet Philomacroploea och familjen bracksteklar. Inga underarter finns listade i Catalogue of Life.